# Женецкий водопад
Жене́цкий водопад (Жене́цкий Гук; укр. Жене́цький водоспад) — водопад в Украинских Карпатах. Расположен на реке Женец (левый приток Прута), между массивами хребтов Яворника и Хомяка-Синяка (горный массив Горганы), неподалёку от сёл Микуличин и Татаров (Яремчанская городская община, Надворнянский район, Ивано-Франковская область).
Водопад расположен на расстоянии около 5 километров от трассы Микуличин-Ворохта на территории Карпатского национального природного парка.
Маршрут к водопаду начинается возле усадьбы Женецкого природоохранного научно-исследовательского отделения и проходит по лесной дороге вдоль реки Женец. неподалёку от усадьбы есть два источника с чистой холодной водой и беседка, с которой открывается вид на присёлок Микуличина — Пидлиснив.
По дороге к водопаду можно встретить лису, белку карпатскую. Среди пресмыкающихся встречается гадюка обыкновенная, а из земноводных — саламандра пятнистая.
Женецкий водопад Гук (не путать с Говерлянским водопадом Гук, расположенным на реке Прут) находится на высоте 900 м над уровнем моря, он образовался в середине XX века в результате наводнения, вызвавшего обвал горных пород. Высота водопада — 15 м. Вода свободно падает с горы мощным потоком. Местные жители назвали водопад Гуком из-за шума и гула, который он издаёт.
Благодаря постоянному увлажнению и брызгам водопада, растительность здесь буйная и разнообразная. Широкие округлые листья раскинул белокопытник белый. У воды можно увидеть незабудку болотную, смолку белую, калужницу болотную, гравилат городской, герань Роберта и белозор болотный.
В июле 2020 асфальтированная дорога к водопаду была разрушена наводнением. Подъезд на автомобилях затруднён до сих пор.